# Morunglav (gmina)
Morunglav – gmina w Rumunii, w okręgu Aluta. Obejmuje miejscowości Bărăști, Ghioșani, Morunești, Morunglav i Poiana Mare. W 2011 roku liczyła 2545 mieszkańców.